# Capoeira

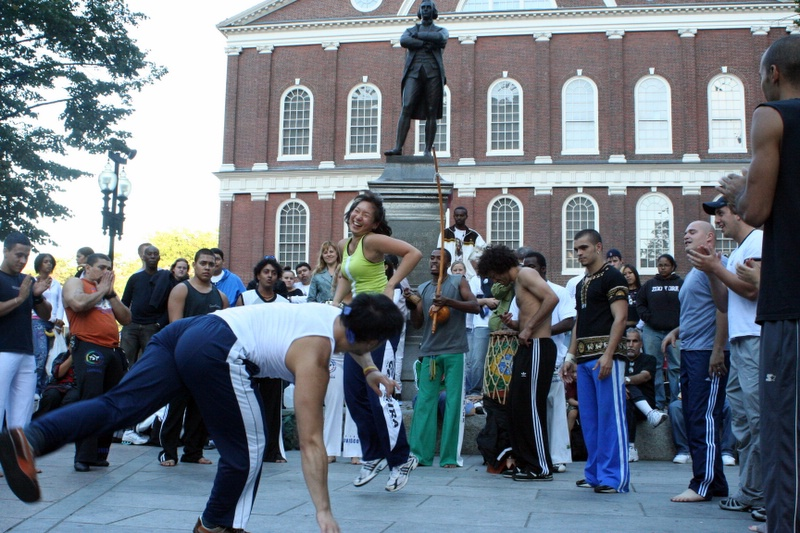
Biểu diễn Capoeira ở Boston.

Capoeira là một môn võ thuật xuất phát từ Brasil,  có nguồn gốc châu Phi, được các nô lệ người da đen bí mật du nhập và truyền bá, ngụy trang thành những vũ điệu trong những nghi lễ tôn giáo. Cái tên Capoeira do người da đỏ ở Brasil đặt. Nó có nghĩa là "trảng bụi mọc lại sau khi bị cắt", đó cũng là nơi người da đen tới sinh hoạt. Ở Brasil có các cuộc thi đấu giữa những hội Capoeira khác nhau.

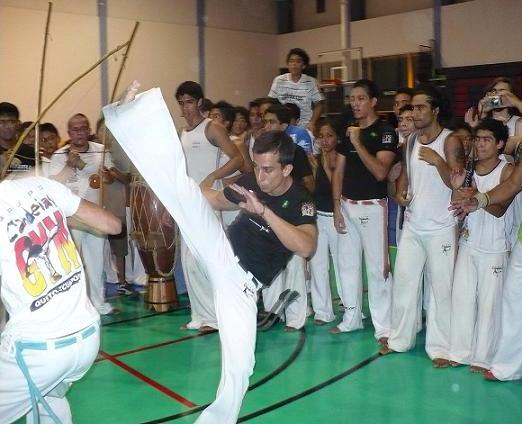
Một cuộc chiến Capoeira ở Lima, Peru.

Capoeira vốn có một hiệu lực về mặt chiến đấu đến đáng sợ. Đó là một nghệ thuật tập hợp nhiều nghệ thuật khác. Nó là thứ trò chơi nhào lộn, vừa là âm nhạc, vừa là thơ ca. Từ đó người ta sáng tác ra các bài hát, chế tạo ra các nhạc cụ, cùng khai phá những phương pháp chiến đấu độc đáo. Có thể nói Capoeira ngày nay có một sức hấp dẫn lạ lùng, nó đã đi chu du khắp thế giới, chinh phục mọi tầng lớp xã hội. Từ bình dân tới thượng lưu đều say mê luyện tập. Ở một số vùng, nhất là ở châu Mỹ La Tinh.

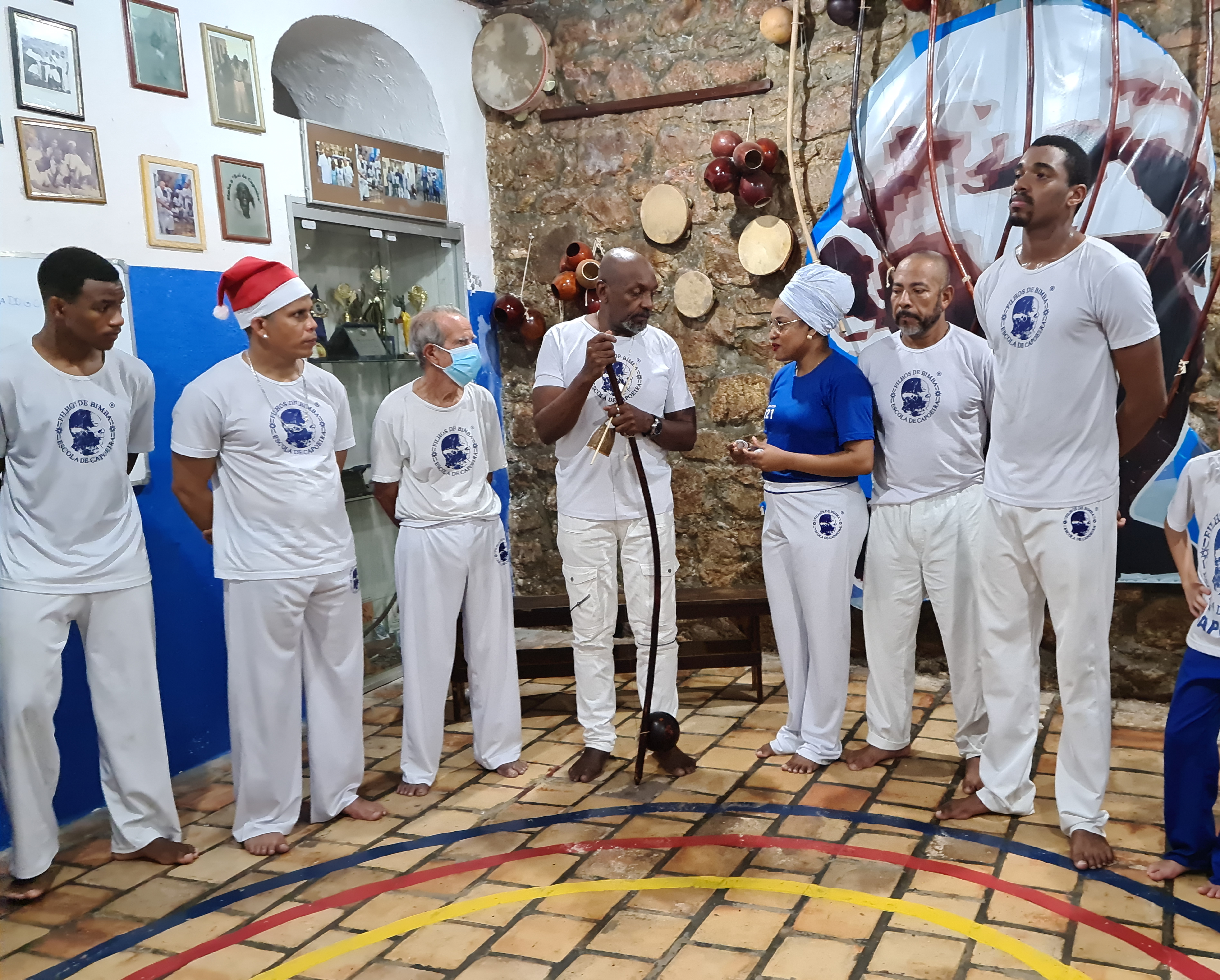
Mestre Bimba group, 2022

Giống như các môn võ thuật khác, Capoeira cũng có các cấp đai. Đai ở đây là những sợi dây mảnh bện lại, màu đỏ là đai cao nhất và chỉ người thầy mới có quyền đeo. Mỗi nhóm có màu đai và cấp bậc khác nhau tùy theo yêu cầu và luật của nhóm đó. Mỗi năm người ta làm lễ phong đai một lần gọi là Batizado. Chỉ có đai Mestre mới được trao đai cho học sinh. Tính kỉ luật của Capoeira rất cao như các môn khác. Capoeira là một môn võ mà có thể luyện tập và học hỏi không ngừng. Một Capoeirist mới nhập môn phải thực hiện bài đầu tiên trước mọi người. Trong buổi lễ nhập môn này nhiều bậc thầy tới dự và người mới nhập môn sẽ "đấu" với một trong số họ. Để nhận ân huệ và được phong biệt danh, người đấu phải thực hiện thành công đòn dencao, tức đòn chân đẩy đối phương bật ra sau. Nếu mông đối phương chạm đất thì coi như anh ta thắng và trở thành Capoeirist.
Capoeira ngày xưa là môn võ giết chóc đáng sợ do bản năng sinh tồn của các nô lệ.Ngày nay, bản tính nhân đạo của võ thuật đã làm Capoeira bỏ đi những đòn hiểm ác để Capoeira gần gũi và xóa bỏ bức màn ngăn cách giữ các con người.

## Lịch sử
Trước đây, một số người tham gia đã sử dụng tên angola hoặc thuật ngữ brincar de angola ("chơi angola") cho nghệ thuật này.Trong các tài liệu chính thức, capoeira được gọi là "capoeiragem", với người thực hành được gọi là "capoeira". Dần dần, nghệ thuật này được gọi là capoeira với người thực hành được gọi là capoeirista. 
Vào thế kỷ 17, việc buôn bán nô lệ châu Phi diễn ra mạnh mẽ ở Brazil, do thực dân Bồ Đào Nha thực hiện. Theo các võ sĩ và võ sư cũ theo phong cách truyền thống của Capoeira, môn võ này có khởi nguồn từ Angola, dù nguồn gốc chưa rõ nhưng đã có một số câu chuyện cho rằng Capoeira dựa trên 1 môn võ tên là Engolo. Các nô lệ Châu Phi ở Brazil chủ yếu xuất thân từ các bộ lạc Tây và Trung Phi, họ tạo thành 1 cộng đồng châu Phi, giao lưu và pha trộn các tục lệ văn hóa với nhau. Đến khi văn hóa võ thuật truyền thống của nô lệ châu Phi bị phát hiện,để che giấu họ đã ma mãnh kết hợp nó với vũ điệu dân gian Brazil để hình thành nên Capoeira (cái tên do người da đỏ ở Brazil đặt cho môn nghệ thuật này có nghĩa là "trảng bụi mọc lại sau khi bị cắt").
Capoeira đường phố ở Rio thế kỷ 19 rất bạo lực và khác xa với nghệ thuật ban đầu. Capoeiragem chiến đấu đường phố này là sự kết hợp của năm kỹ thuật chiến đấu:đòn đá, húc đầu, đánh tay, chiến đấu bằng dao và bằng gậy, chỉ có 1 số kỹ thuật đầu tiên trong số chúng có thể có nguồn gốc từ nghệ thuật Angola. Phiên bản capoeira hiện đã tuyệt chủng được gọi là capoeira carioca (có nghĩa là Rio de Janeiro).
Cho dù sự ra đời và phát triển của Capoeira lúc đó bị ngăn cấm, bị đàn áp một cách cực kỳ dã man, nhưng Capoeira và các học viên của môn nghệ thuật này vẫn bám trụ và kiên trì đấu tranh qua nhiều thế kỷ. Để rồi đến ngày nay, Capoeira đã trở thành một di sản văn hóa đặc sắc của xứ Brazil và được công nhận là môn thể thao quốc gia vào năm 1937
Capoeira hiện đại xuất phát từ Bahia , và được các thầy Bimba và Pastinha biên soạn theo phong cách Region và Angola . Họ đưa việc đào tạo và biểu diễn Capoeira ra đường phố, thành lập học viện, quy định đồng phục, bắt đầu dạy phụ nữ và giới thiệu capoeira cho nhiều đối tượng hơn

## Kĩ thuật
Capoeira là một môn võ thuật nhanh và linh hoạt , tập trung vào chiến đấu khi bị áp đảo về số lượng hoặc bất lợi về công nghệ. Phong cách này nhấn mạnh vào việc sử dụng phần thân dưới để đá, quét và hạ gục kẻ tấn công, sử dụng phần thân trên để hỗ trợ các chuyển động đó và đôi khi cũng tấn công. Nó có một loạt các vị trí và tư thế cơ thể phức tạp nhằm mục đích liên kết các động tác và đòn tấn công lại với nhau theo một dòng chảy không bị gián đoạn, để tấn công, né tránh và di chuyển mà không bị gián đoạn chuyển động, mang lại cho phong cách này tính không thể đoán trước và tính linh hoạt đặc trưng.
Video thể hiện 1 phần động tác Ginga
Di chuyển: Ginga (nghĩa đen là lắc qua lắc lại; vung) là động tác bộ pháp cơ bản trong Capoeira, quan trọng cho cả mục đích tấn công và phòng thủ. Nó có hai mục đích chính. Một là giữ cho người tập ở trạng thái chuyển động liên tục và linh hoạt, ngăn họ trở thành mục tiêu bất động và dễ bị tấn công. Mục đích còn lại, là đánh lừa đối thủ để tấn công và phản công nhờ vào bộ pháp Ginga linh hoạt và các động tác và cú đá lừa vô cùng ảo diệu.
Cú đá Meia-lua de Compasso
Cú đá: Mặc dù mang sự đánh lừa và biến ảo rất đẹp mắt và hiệu quả, nhưng một khi có cơ hội, các võ sĩ sẽ tung ra 1 đòn đánh mạnh mẽ quyết định, thường là nhắm vào thân và đầu. Trong Capoeira, các đòn chân thường chiếm phần lớn các chiêu thức tấn công, mặc dù Capoeira cũng có một số đòn tay và vật. Và các cú đá trong Capoeira vô cùng đặc biệt khi được thực hiện hiệu quả nhưng cũng rất đẹp mắt, và có thể thực hiện từ nhiều tư thế dưới đất hoặc nhảy trên không tựa như nhảy múa  Breakdance, là một trong các lí do chính khiến cho Capoeira còn được gọi là "Vũ điệu tử thần" hay "Nghệ thuật của những đòn chân". Một số đòn đá trứ danh của Capoeira phải kể đến là Chapa de frente (Bênção/Push Kick/Đòn tống trước), Meia-lua de compasso/compass crescent (Cú đá móc ngược kết hợp chống tay), Aú batido/L-Kick,  Martelo rodado (540 Kick),...
Động tác nhào lộn Cartwheel (Áu Alberto) được thực hiện
Nhào lộn: Một loạt các động tác lăn và nhào lộn (như động tác lộn nhào gọi là aú hoặc tư thế chuyển tiếp gọi là negativa) cho phép người tập nhanh chóng vượt qua một cú hạ gục hoặc mất thăng bằng, và định vị bản thân xung quanh kẻ tấn công để chuẩn bị cho một cuộc tấn công. Chính sự kết hợp giữa các đòn tấn công, phòng thủ và khả năng di chuyển này tạo cho capoeira tính "lưu động" và phong cách giống như vũ đạo.
Phòng thủ: Capoeira dựa trên nguyên tắc không "kháng cự", nghĩa là tập trung vào các động tác né tránh thay vì chặn đòn. Các động tác tránh đòn được gọi là esquivas , tùy thuộc vào hướng tấn công và ý định của người phòng thủ, và có thể thực hiện khi đứng hoặc chống tay xuống sàn. Chỉ nên chặn đòn khi esquiva không có tác dụng . Chiến lược này cho phép phản công nhanh và không thể đoán trước, tập trung vào nhiều đối thủ và đối mặt với đối thủ có vũ khí cận chiến mà bản thân không có vũ khí.
Đòn tay: Theo truyền thống, đòn đánh bằng tay hiếm khi được sử dụng trong capoeira, lý do thần thoại đằng sau điều này là xiềng xích của nô lệ đã ngăn cản điều này. Tuy nhiên, đòn tay luôn tồn tại trong các cuộc đấu roda đường phố trên khắp Brazil, gồm các đòn đấm thẳng, khuỷu tay, chọc và đòn chặt tay đao. Chúng thường được sử dụng để đánh lừa chuẩn bị cho đòn đá hoặc làm đòn tấn công mạnh mẽ khi đối thủ đang quá tập trung vào các cú đá.
Ngoài ra, Capoeira cũng có các cú húc đầu, dù nó chủ yếu dùng trong chiến đấu để tấn công bất ngờ và tạo khoảng cách, ít khi được sử dụng trong thi đấu.

## Kham khảo
"Lịch sử Capoeira Brasil". Lưu trữ bản gốc ngày 7 tháng 3 năm 2018 . Truy cập ngày 7 tháng 3 năm 2018 
"Capoeira – The Martial Arts Encyclopedia" Lưu trữ bản gốc ngày 10 tháng 4 năm 2018 . Truy cập ngày 9 tháng 4 năm 2018 . 
"Capoeira điệu nhảy tử thần"   bài báo của candy.com.vn 